# Гражданин Гордон
«Граждани́н Гордо́н» — общественно-политическое ток-шоу, выходившее на «Первом канале» с 29 января по 26 июня 2012 года. Ведущий — Александр Гордон.

## Создание
Летом 2010 года программа «Гордон Кихот» ушла в творческий отпуск и прекратила выход в эфир, а Александр Гордон начал работу над своим новым проектом — передачей «Гражданин Гордон». Первоначально проект должен был быть посвящён социальным проблемам; уже было отснято две программы. Однако изменения в общественно-политической жизни страны во время и после избирательной кампании в Государственную думу VI созыва в конце 2011 года, прошедшие по всей стране и, в первую очередь, на Болотной площади Москвы митинги подвигли создателей на изменение формата программы:

— Александр, не так давно — в начале телесезона — Вы мне рассказывали про ток-шоу «Гражданин Гордон», и, судя по вашим словам, оно не задумывалось как политическое. Собирались обсуждать социальные проблемы, например, в сфере ЖКХ…
Александр Гордон:
 — Времена меняются. Дело в том, что появилась передача Андрея Макарова «Свобода и справедливость», которая существует почти в том же формате, который задумывали мы. И стало понятно, что он-то делает лучше. А зачем нужны на одном канале две похожие передачи? Поэтому вначале мы решили свою не делать вовсе. Но, когда наступили очевидные изменения в обществе, решили вернуться к ней, поменяв тематику— Российская газета, Федеральный выпуск №5704 от 14 февраля
.
Изначально программа не была заявлена в программе передач; о её появлении в сетке вещания на 29 января, воскресенье, в 22:00 было объявлено за день до эфира. При этом трансляция сериала «Клан Кеннеди» подвинута на час позже.
На следующей неделе «Гражданин Гордон» также заявлен внепланово 5 февраля в 23:00, а «Клан Кеннеди» сдвинут на час вперед, на полночь. Начиная с третьего выпуска передача стабильно находилась в сетке вещания.

## Закрытие
Последний выпуск программы вышел 26 июня 2012 года. К тому моменту время выхода программы в эфир было перенесено на 0:20 в ночь со вторника на среду. В выпуске обсуждались причины неудачного выступления российской футбольной сборной на Чемпионате Европы 2012 года. В сентябре 2012 года появлялась информация о том, что «Гражданин Гордон» вместе с другими общественно-политическими передачами «Первого канала» снова встанет на прежнее место в эфирную сетку вещания, но этого не произошло. Позже Гордон стал ведущим другого общественно-политического ток-шоу — «Политика» в паре с Петром Толстым.

## Формат
В программе «Гражданин Гордон» два противоборствующих лагеря пытаются прийти к общему решению по актуальной общественно-политической проблеме. Каждый из участников программы имеет право на высказывание своего мнения. Ведущий выступает в роли некоего члена гражданского общества, не примыкающего ни к одной из групп и пытающегося также найти решение стоящей перед обществом проблемы. Если обсуждение в студии начинает проходить на повышенных тонах, то ведущий имеет право нажать на специальную красную кнопку и остановить дискуссию, дабы участники перевели дух и продолжили её на принципах уважения к мнению друг друга.
Программа выходила в эфир в записи — съёмки выпусков проводились за несколько дней до их выхода в эфир по программе передач.

## Список выпусков
| № выпуска | Дата выхода выпуска | Тема выпуска |
| --------- | ------------------- | --- |
| 1         | 29 января 2012      | Думские и президентские выборы. Что надо сделать, чтобы обеспечить честность президентских выборов? |
| 2         | 5 февраля 2012      | Массовые акции в Москве: чего хотят митингующие, чего они боятся? |
| 3         | 12 февраля 2012     | Кто такой гражданин, какие права и обязанности у него должны быть, и стоит ли в борьбе за гражданские свободы идти «стенка на стенку» |
| 4         | 19 февраля 2012     | Честные выборы: возможно ли взаимодействие оппонентов. В ходе дискуссии в студии программы «Гражданин Гордон» удалось разработать соглашение о мерах по обеспечению законности на выборах Президента РФ, в итоге не увидевшее света и оставшееся декларацией |
| 5         | 26 февраля 2012     | Есть ли будущее у нашей цивилизации? Будущее, которое нас ждет, может оказаться не окончанием эпох, а концом времен. Наша цивилизация как многие другие, управляется кнутом и пряником. Кнут нашей цивилизации — это панический страх перед завтрашним днем. А пряником нашей цивилизации было растущее потребление. Но выяснилось, что это невозможно: для того, чтобы все потребляли как хотят, нам нужно восемь планет Земля. |
| 6         | 4 марта 2012        | Спецвыпуск. Выборы Президента РФ. Петр Толстой и Александр Гордон обсудили первые итоги выборов вместе с кандидатами в Президенты, экспертами и политологами. |
| 7         | 18 марта 2012       | Коррупция: надо ли бороться и можно ли победить? |
| 8         | 25 марта 2012       | Нужна ли нам демократия? |
| 9         | 1 апреля 2012       | Россия: федерация или империя? |
| 10        | 22 апреля 2012      | Защита граждан — монополия государства или нет? |
| 11        | 15 мая 2012         | Нужен ли России космос? |
| 12        | 22 мая 2012         | Кто и зачем выходит на улицы? |
| 13        | 5 июня 2012         | Экономический кризис: выживем ли мы? |
| 14        | 26 июня 2012        | Евро-2012: чем неудача России отличается от предыдущих |